# Astragalus pseudocytisoides
Astragalus pseudocytisoides är en ärtväxtart som beskrevs av Mikhail Grigoríevič Popov. Astragalus pseudocytisoides ingår i släktet vedlar, och familjen ärtväxter. Inga underarter finns listade i Catalogue of Life.